# キッパリ!
『キッパリ!〜たった5分間で自分を変える方法〜』（キッパリ たった5ふんかんでじぶんをかえるほうほう）は、上大岡トメのエッセー。2004年幻冬舎刊。これを原作としてテレビドラマ『キッパリ!』が放送された。このページでは第1シリーズの『キッパリ!』と第2シリーズの『キッパリ!!』（感嘆符の数が違う）について述べる。

## テレビドラマ
中部日本放送 (CBC) 製作で、2007年1月29日から同年4月13日までTBS系『ドラマ30』枠で放送されていた昼ドラマの帯番組。ドラマ30枠では初の全55回放送となる（通常は40回 - 45回）。放送時間は午後1時30分 - 午後2時（JST）。ハイビジョン制作・ステレオ放送・字幕放送。同作品に主演する奥山佳恵の出産後初の復帰作であり、相手役の的場浩司の昼ドラ初出演作でもある。
2008年9月1日からは第2作目として『キッパリ!!』が「ドラマ30」改め（コンバート）「ひるドラ」の第一弾として放送されたが、長瀬真二役で出演していた加勢大周が覚醒剤取締法違反（所持）と大麻取締法違反（所持）で逮捕されたため、同年10月3日放送分・25話で打ち切り（未完）となった。このため、10月6日からは第1シリーズの再放送を行うこととなり、6日放送分の開始時に再放送する旨の説明が挿入された。再放送初日の10月6日は、「キッパリ!」の前半ダイジェストとして、第1回 - 第36回の内容を30分にまとめたものを放送、翌10月7日以降は第37回からを1回ずつ放送した。

### あらすじ
ズボラだった主婦がいままでの自分と「キッパリ!」決別し、家族と共に成長してゆくコメディー（第1シリーズ）。

### キャスト
- 第1・第2シリーズ共通
  - 君塚真実 - 奥山佳恵
  - 君塚洋平 - 的場浩司
  - 君塚栞（長女） - 岡田千咲
  - 君塚周（長男） - 綾部守人
  - 片桐留美（岸留美） - 越智静香
  - 奥裕子（鴨下裕子） - 田村たがめ
  - 岸淳也 - 原田篤
  - 鴨下毅 - 柏進
  - 田中さゆり - 和泉ちぬ
  - 石川由香 - 鈴木美恵
  - 正木誠一郎 - 植本潤
  - 君塚良子 - 草村礼子
  - 君塚洋三郎 - 山田吾一
- 第1シリーズのみ
  - 立木洋華 - 田中明
  - 甘利竜也 - 村井克行
  - 篠崎アヤ - 森下千里
  - 小川真 - 浪花勇二
  - 窪塚洋平 - 宮川一朗太
  - 立木琴江 - 淡路恵子
- 第2シリーズのみ
  - 長瀬真二 - 加勢大周
  - 小山田太一 - 佐藤正宏
  - 小山田雅子 - 小柳友貴美
  - 山田一美 - 吉野紗香
  - 中橋純平 - 永井浩介
  - 長瀬真太郎 - 大隈祐輝
  - 山田一平 - 飛永翔
  - 橋本海斗 - 倉地純平
  - 鈴木 安奈 - 尾本侑樹奈
  - 前川まり子 - 重本愛瑠
  - 竹田元就 - 麿赤兒

### 主題歌
- 第1シリーズ：スーパーバンド「思いッキリ!」（2007年2月21日発売、JVCエンタテインメント・ネットワークス）
- 第2シリーズ：岡野宏典「世界で誰より愛してる」（2008年10月8日発売、ユニバーサルミュージック）

### スタッフ
- 原作：上大岡トメ『キッパリ!〜たった5分間で自分を変える方法〜』（幻冬舎）
- 脚本：梶本惠美
- 音楽：丸尾稔
- 協力：CBCクリエイション、名古屋東通企画、第一舞台ほか
- プロデューサー：堀場正仁（CBC）、塚田哲也（アズバーズ）
- 制作デスク：加藤理美（アズバーズ）
- 宣伝：重松和世、小柳津朋子
- 演出：西村信、小柳津恵一、大谷佐代（CBC）、樹下直美（アズバーズ）
- 制作協力：アズバーズ
- 製作著作：中部日本放送